# Haakon VII
Haakon VII (wymowa: ho:kon), właśc. Christian Frederik Carl Georg Valdemar Axel (ur. 3 sierpnia 1872 w Charlottenlund Slot k. Kopenhagi, zm. 21 września 1957 w Oslo) – król Norwegii (pierwszy po rozwiązaniu unii ze Szwecją) w latach 1905–1957 z dynastii Glücksburgów, bocznej linii Oldenburgów.

## Życiorys
Syn króla Danii Fryderyka VIII i księżniczki szwedzkiej Luizy, córki króla Szwecji Karola XV. Ojciec Alexandra Edwarda Christiana Frederika  – króla Norwegii jako Olaf V (1903–1991). Brat króla Danii Chrystiana X.
Po przybyciu do Norwegii jej nowy władca był entuzjastycznie witany przez Norwegów. Na króla został koronowany w Trondheim, gdzie niegdyś odbywały się sakry władców wikingów. Haakon VII wiedział, że miał przede wszystkim panować, nie rządzić. Nie starał się być zawsze na pierwszym planie, ograniczał się ściśle do roli władcy konstytucyjnego, pozostając jednocześnie kluczową postacią norweskiego życia politycznego.
Był określany jako skromny i serdeczny, szybko zyskał powszechną sympatię. Norwegowie wybaczyli mu lekki duński akcent.
W czasie II wojny światowej zarządził zbrojny opór wobec niemieckiej inwazji. Później wraz z armią ewakuował się do Wielkiej Brytanii, nie chciał bowiem stać się zakładnikiem Niemców. Był ważnym symbolem norweskiego oporu podczas wojny. Był też kawalerem Orderu Orła Białego.
22 lipca 1896 poślubił swoją kuzynkę, księżniczkę brytyjską i irlandzką Maud (26 listopada 1869 – 20 listopada 1938). Jego żona była córką króla Wielkiej Brytanii i Irlandii – Edwarda VII i Aleksandry Duńskiej. Mieli jednego syna – Olafa, późniejszego króla Norwegii.

## Odznaczenia
Za swą służbę otrzymał odznaczenia:
- Krzyż Wojenny (Norwegia)
- Medal Czynu Obywatelskiego (Norwegia)
- Krzyż Wielki Orderu Świętego Olafa (Norwegia)
- Krzyż Wielki Orderu Zasługi (Austria)
- Wielka Wstęga Orderu Leopolda (Belgia)
- Wielki Łańcuch Orderu Krzyża Południa (Brazylia)
- Krzyż Wielki Orderu Lwa Białego (Czechosłowacja)
- Krzyż Wojenny Czechosłowacki 1939
- Order Słonia (Dania)
- Wielki Komandor Orderu Danebroga (Dania)
- Odznaka Honorowa Orderu Danebroga (Dania)
- Medal Pamiątkowy Złotego Wesela Króla Chrystiana IX i Królowej Luizy (Dania)
- Medal Wspomnieniowy 100-lecia od Narodzin Króla Chrystiana IX (Dania)
- Medal Wspomnieniowy 100-lecia od Narodzin Króla Fryderyka VIII (Dania)
- Medal Wyzwolenia Króla Christiana X (Dania)
- Order Salomona (Etiopia)
- Krzyż Wielki Orderu Białej Róży (Finlandia)
- Krzyż Wielki Legii Honorowej (Francja)
- Krzyż Wojenny (Francja)
- Médaille militaire (Francja)
- Krzyż Wielki Orderu Zbawiciela (Grecja)
- Krzyż Wojenny 1940 (Grecja)
- Order Złotego Runa (Hiszpania)
- Kawaler Krzyża Wielkiego Orderu Lwa Niderlandzkiego (Holandia)
- Krzyż Wielki z Łańcuchem Orderu Sokoła Islandzkiego (Islandia)
- Order Chryzantemy (Japonia)
- Wielka Wstęga z Brylantami Orderu Osmana (Turcja)
- Krzyż Wielki Orderu Korony Wendyjskiej (Meklemburgia)
- Krzyż Wielki Orderu Słońca Peru (Peru)
- Order Orła Białego (Polska)
- Krzyż Wielki Orderu Wojskowego Chrystusa (Portugalia)
- Krzyż Wielki Orderu Wojskowego Wieży i Miecza (Portugalia)
- Krzyż Wielki Orderu Wojskowego św. Jakuba od Miecza (Portugalia)
- Krzyż Wielki Orderu Wojskowego Avis (Portugalia)
- Krzyż Wielki Orderu Orła Czarnego (Królestwo Prus)
- Krzyż Wielki Orderu Orła Czerwonego (Królestwo Prus)
- Order św. Andrzeja Apostoła (Imperium Rosyjskie)
- Order św. Aleksandra Newskiego Imperium Rosyjskie)
- Order Orła Białego (Imperium Rosyjskie)
- Order św. Anny I klasy (Imperium Rosyjskie)
- Order św. Stanisława I klasy (Imperium Rosyjskie)
- Krzyż Wielki Orderu Karola I (Rumunia)
- Order Królewski Serafinów (Szwecja)
- Order Domowy Chakri (Syjam)
- Order Podwiązki (Wielka Brytania)
- Krzyż Wielki Orderu Łaźni (Wielka Brytania)
- Królewski Łańcuch Wiktoriański (Wielka Brytania)
- Królewski Order Wiktoriański (Wielka Brytania)
- Baliw Krzyża Wielkiego Orderu św. Jana Jerozolimskiego (Wielka Brytania)
- Medal 60-lecia Panowania Królowej Wiktorii (Wielka Brytania)
- Medal Koronacyjny Króla Edwarda VII i Królowej Aleksandry (Wielka Brytania)
- Order Annuncjaty (Włochy)
- Medal Holmenkollen

## Genealogia
| Prapradziadkowie                                 | Fryderyk Karol Schleswig-Holstein-Sonderburg-Beck (1757-1816) ∞1780 Fryderyka Amalia Schlieben (1757-1827)           | Karol Hessen-Kassel (1744-1836) ∞1766 Luiza Oldenburg (1750-1831)                                                    | Fryderyk Hessen-Kassel (1747-1837) ∞1786 Karolina Polyxena Nassau-Usingen (1762-1823) | Fryderyk Oldenburg (1753-1805) ∞1774 Zofia Mecklenburg-Schwerin (1758-1794)          | Król Szwecji i Norwegii Karol XIV Jan (1763-1844) ∞1797 Désirée Clary (1777-1860)                | Eugeniusz de Beauharnais (1781-1824) ∞1806 Augusta Amalia Wittelsbach (1788-1851)                | Król Holandii Wilhelm I Oranje-Nassau (1772-1843) ∞1791 Wilhelmina Hohenzollern (1774-1837) | Król Prus Fryderyk Wilhelm III Pruski (1770-1840) ∞1793 Augusta Wilhelmina Mecklemburg-Strelitz (1776-1810) |
| Pradziadkowie                                    | Fryderyk Wilhelm Schleswig-Holstein-Sonderburg-Glücksburg (1785-1831) ∞1810 Luiza Karolina Hessen-Kassel (1789-1867) | Fryderyk Wilhelm Schleswig-Holstein-Sonderburg-Glücksburg (1785-1831) ∞1810 Luiza Karolina Hessen-Kassel (1789-1867) | Wilhelm Heski (1787-1867) ∞1810 Luiza Charlotta Oldenburg (1789-1864)                 | Wilhelm Heski (1787-1867) ∞1810 Luiza Charlotta Oldenburg (1789-1864)                | Król Szwecji i Norwegii Oskar I Bernadotte (1799-1859) ∞1823 Józefina de Beauharnais (1807-1876) | Król Szwecji i Norwegii Oskar I Bernadotte (1799-1859) ∞1823 Józefina de Beauharnais (1807-1876) | Wilhelm Fryderyk Oranje-Nassau (1797-1881) ∞1825 Ludwika Hohenzollern (1808-1870)           | Wilhelm Fryderyk Oranje-Nassau (1797-1881) ∞1825 Ludwika Hohenzollern (1808-1870)                           |
| Dziadkowie                                       | Król Danii Chrystian IX Glücksburg (1818-1906) ∞1842 Luiza Hessen-Kassel (1817-1898)                                 | Król Danii Chrystian IX Glücksburg (1818-1906) ∞1842 Luiza Hessen-Kassel (1817-1898)                                 | Król Danii Chrystian IX Glücksburg (1818-1906) ∞1842 Luiza Hessen-Kassel (1817-1898)  | Król Danii Chrystian IX Glücksburg (1818-1906) ∞1842 Luiza Hessen-Kassel (1817-1898) | Król Szwecji i Norwegii Karol XV Bernadotte (1826-1872) ∞1851 Ludwika Orańska (1828-1871)        | Król Szwecji i Norwegii Karol XV Bernadotte (1826-1872) ∞1851 Ludwika Orańska (1828-1871)        | Król Szwecji i Norwegii Karol XV Bernadotte (1826-1872) ∞1851 Ludwika Orańska (1828-1871)   | Król Szwecji i Norwegii Karol XV Bernadotte (1826-1872) ∞1851 Ludwika Orańska (1828-1871)                   |
| Rodzice                                          | Król Danii Fryderyk VIII Glücksburg (1843-1912) ∞1869 Luiza Bernadotte (1851-1926)                                   | Król Danii Fryderyk VIII Glücksburg (1843-1912) ∞1869 Luiza Bernadotte (1851-1926)                                   | Król Danii Fryderyk VIII Glücksburg (1843-1912) ∞1869 Luiza Bernadotte (1851-1926)    | Król Danii Fryderyk VIII Glücksburg (1843-1912) ∞1869 Luiza Bernadotte (1851-1926)   | Król Danii Fryderyk VIII Glücksburg (1843-1912) ∞1869 Luiza Bernadotte (1851-1926)               | Król Danii Fryderyk VIII Glücksburg (1843-1912) ∞1869 Luiza Bernadotte (1851-1926)               | Król Danii Fryderyk VIII Glücksburg (1843-1912) ∞1869 Luiza Bernadotte (1851-1926)          | Król Danii Fryderyk VIII Glücksburg (1843-1912) ∞1869 Luiza Bernadotte (1851-1926)                          |
| Haakon VII Glücksburg (1872-1957), Król Norwegii | | |                                                                                       |                                                                                      |                                                                                                  |                                                                                                  |                                                                                             | |